# 1729 en arts plastiques
| Années des arts plastiques : 1726 - 1727 - 1728 - 1729 - 1730 - 1731 - 1732    |
| Décennies des arts plastiques : 1690 - 1700 - 1710 - 1720 - 1730 - 1740 - 1750 |

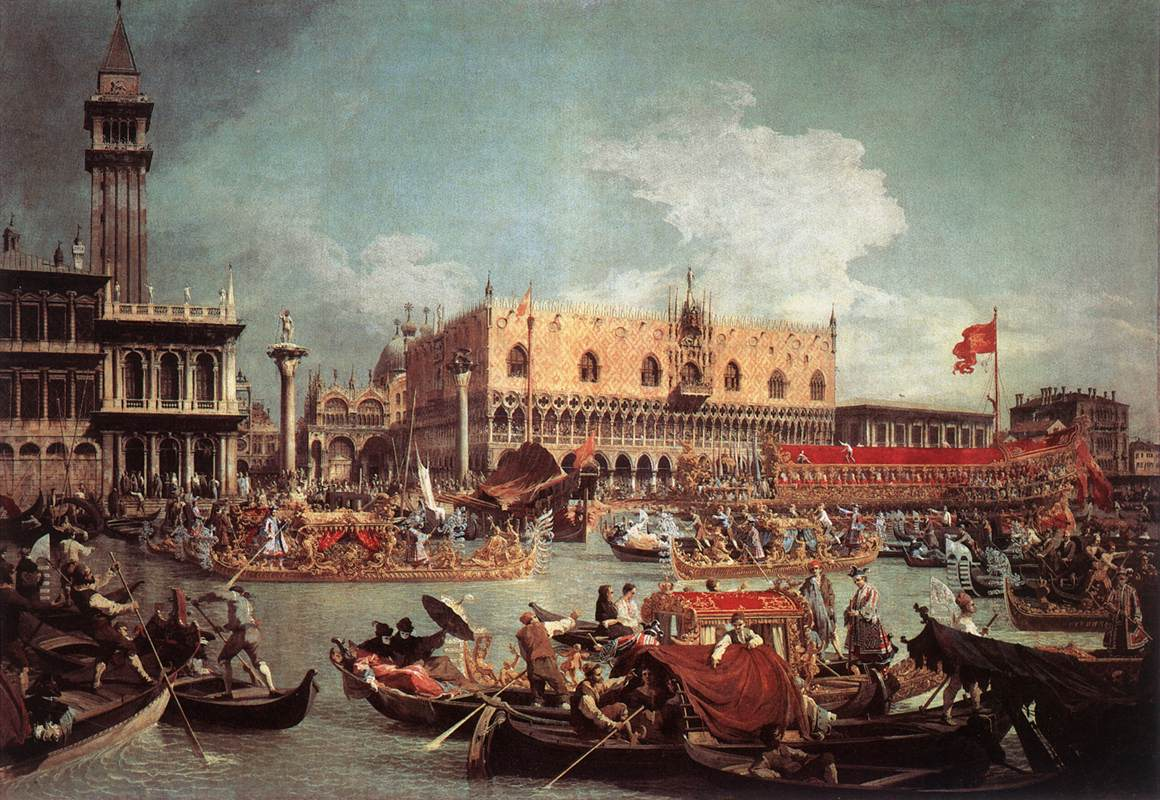
Le Retour du Bucentaure le jour de l’Ascension, toile de Canaletto.

Cette page concerne l'année 1729 en arts plastiques.

## Naissances
- 9 janvier : Jean-Jacques Le Veau, dessinateur et graveur français († 1786),
- 27 février : Hugues Taraval, peintre français († 19 octobre 1785),
- 18 mars : Oronzo Tiso, peintre italien de l'école napolitaine († 1800),
- 24 mars : Simon-Mathurin Lantara, peintre français († 22 décembre 1778),
- 27 mars : Francesco Celebrano, peintre et sculpteur italien († 22 juin 1814),
- 28 mars : Jacques Wilbault, peintre français († 18 juin 1816),
- 7 mai : Pierre-Joseph Lion, peintre liégeois († 1er septembre 1809),
- 21 juillet : Dominique Pergaut, peintre français († 16 juillet 1808),
- 7 septembre : Pietro Antonio Novelli, dessinateur, illustrateur, écrivain, poète, graveur et peintre italien († 14 janvier 1804),
- 27 novembre : Jean-Baptiste Deshays de Colleville, peintre d'histoire français († 10 février 1765),
- 23 décembre : Michelangelo Morlaiter, peintre italien († 1806),
- ? :
  - Peter Vandyke, peintre hollandais († 1799),
- Vers 1729 : James MacArdell, graveur en manière noire irlandais († 2 juin 1765).

## Décès
- 16 avril : François Chéreau, graveur français (° 20 mars 1680),
- 22 octobre : Anna Maria Ehrenstrahl, peintre baroque suédoise (° 4 septembre 1666),
- 24 décembre : Marcantonio Franceschini, peintre baroque italien appartenant à l'école bolonaise (° 1648),
- ? :
  - Scipione Angelini, peintre baroque italien (° 1661),
  - Lorenzo Fratellini, peintre italien (° 1690),
  - Philip van Kouwenbergh, peintre néerlandais (° 1671),
  - Elisabetta Lazzarini, peintre italienne (° 1662),
  - Giovanni Battista Resoaggi, peintre baroque italien de l'école génoise (° 1665).